# Zbigniew Święcicki
Zbigniew Święcicki (ur. 1945 w Brzozowie, zm. 20 maja 2018)– polski dziennikarz związany z leśnictwem, redaktor naczelny Głosu Lasu.

## Życiorys
Był długoletnim pracownikiem Lasów Państwowych, piastował także funkcję redaktora naczelnego czasopisma Głosu Lasu oraz redaktora Biuletynu Informacyjnego Lasów Państwowych. Zbigniew Święcicki był także redaktorem wydanych przez Centrum Informacyjne Lasów Państwowych publikacji w tym między innymi Instrukcja urządzania lasu. Cz. 1, Instrukcja sporządzania projektu planu urządzenia lasu dla nadleśnictwa, Polskie lasy i leśnictwo w Europie: konferencja naukowa, Kraków, Uniwersytet Jagielloński, 29 listopada 2004 r., czy Społeczny wymiar lasów: konferencja naukowa, Warszawa, Uniwersytet Warszawski, 22 kwietnia 2005 roku.